# Hafnerbach
Hafnerbach ist eine Marktgemeinde mit 1668 Einwohnern (Stand 1. Jänner 2025) im Bezirk St. Pölten im österreichischen Bundesland Niederösterreich.

## Geografie
Hafnerbach liegt südlich des Dunkelsteinerwaldes an der Pielach im Mostviertel in Niederösterreich.
Die Fläche der Marktgemeinde umfasst 29,23 Quadratkilometer. Davon sind 57 Prozent landwirtschaftliche Nutzfläche und 35 Prozent sind bewaldet.

### Gemeindegliederung
Das Gemeindegebiet umfasst folgende 21 Ortschaften (in Klammern Einwohnerzahl Stand 1. Jänner 2025):
- Doppel (21)
- Eichberg (82)
- Hafnerbach (416)
- Hengstberg (13)
- Hohenegg (6)
- Korning (70)
- Obergraben (22)
- Oed (1)
- Pfaffing (68)
- Pielachhaag (2)
- Rannersdorf (6)
- Sasendorf (112)
- Stein (73)
- Thal (9)
- Untergraben (19)
- Weghof (14)
- Weinzierl (22)
- Wimpassing an der Pielach (521)
- Windschnur (156)
- Würmling (4)
- Zendorf (31)

Die Gemeinde besteht aus den Katastralgemeinden Doppel bei Rannersdorf, Hafnerbach, Hengstberg, Hoheneggerwald, Korning, Ober- und Untergraben, Oed bei Korning, Pfaffing, Pielachhaag, Rannersdorf, Sasendorf, Stein-Eichberg, Thal, Weghof, Weinzierl, Wimpassing an der Pielach, Würmling und Zendorf.

### Nachbargemeinden
| Dunkelsteinerwald (ME) |                                             | Karlstetten         |
|                        | Kompassrose, die auf Nachbargemeinden zeigt | Neidling Gerersdorf |
| Haunoldstein           | Markersdorf-Haindorf                        | Prinzersdorf        |

## Geschichte
Das Gebiet von Hafnerbach war schon in der Jungsteinzeit besiedelt. Grabungen zwischen 1984 und 1998 zeigten, dass es eine dichte Besiedlung in der Urnenfelderkultur gab. Fragmente von römischen Grabsteinen wurden bei der Kirchenrenovierung 1966 gefunden. Am Beginn des 8. Jahrhunderts siedelten sich Bayern an.
Die erste urkundliche Erwähnung von Hauaenaerbach (Hafnerbach) erfolgte 1210 im Zuge einer Schenkung von Graf Friedrich von Hohenburg an das Stift Altenburg. Der Name geht auf am Bach ansässige Hafner zurück.
Besondere Bedeutung für den Ort hatte die Herrschaft der Montecuccoli. Fürst Raimondo Montecuccoli wurde durch die Schlacht bei Mogersdorf im Jahre 1664 bekannt.
Die Ortskirche Hafnerbachs ist dem Hl. Zeno geweiht. Sie war vermutlich bereits 1260 Pfarrkirche.
Laut Adressbuch von Österreich waren im Jahr 1938 in der Marktgemeinde Hafnerbach zwei Bäcker, ein Branntweinhändler, ein Fleischer, ein Gärtner, zwei Gastwirte, zwei Gemischtwarenhändler, zwei Glaser, eine Hebamme, ein Maler, ein Sattler, ein Schmied, ein Schneider und drei Schneiderinnen, zwei Schuster, zwei Tischler, ein Viehhändler und einige Landwirte ansässig.

### Einwohnerentwicklung
| Hafnerbach: Einwohnerzahlen von 1869 bis 2025       | Hafnerbach: Einwohnerzahlen von 1869 bis 2025 | Hafnerbach: Einwohnerzahlen von 1869 bis 2025 | Hafnerbach: Einwohnerzahlen von 1869 bis 2025 | Hafnerbach: Einwohnerzahlen von 1869 bis 2025 |
| --------------------------------------------------- | --------------------------------------------- | --------------------------------------------- | --------------------------------------------- | --------------------------------------------- |
| Jahr                                                |                                               |                                               |                                               | Einwohner                                     |
| 1869                                                | 1869                                          |                                               | 1.471                                         | 1.471                                         |
| 1880                                                | 1880                                          |                                               | 1.501                                         | 1.501                                         |
| 1890                                                | 1890                                          |                                               | 1.422                                         | 1.422                                         |
| 1900                                                | 1900                                          |                                               | 1.387                                         | 1.387                                         |
| 1910                                                | 1910                                          |                                               | 1.430                                         | 1.430                                         |
| 1923                                                | 1923                                          |                                               | 1.473                                         | 1.473                                         |
| 1934                                                | 1934                                          |                                               | 1.432                                         | 1.432                                         |
| 1939                                                | 1939                                          |                                               | 1.442                                         | 1.442                                         |
| 1951                                                | 1951                                          |                                               | 1.379                                         | 1.379                                         |
| 1961                                                | 1961                                          |                                               | 1.306                                         | 1.306                                         |
| 1971                                                | 1971                                          |                                               | 1.414                                         | 1.414                                         |
| 1981                                                | 1981                                          |                                               | 1.399                                         | 1.399                                         |
| 1991                                                | 1991                                          |                                               | 1.537                                         | 1.537                                         |
| 2001                                                | 2001                                          |                                               | 1.647                                         | 1.647                                         |
| 2011                                                | 2011                                          |                                               | 1.558                                         | 1.558                                         |
| 2021                                                | 2021                                          |                                               | 1.650                                         | 1.650                                         |
| 2025                                                | 2025                                          |                                               | 1.668                                         | 1.668                                         |
| Quelle(n): Statistik Austria, Gebietsstand 1.1.2021 |                                               |                                               |                                               |                                               |

## Kultur und Sehenswürdigkeiten

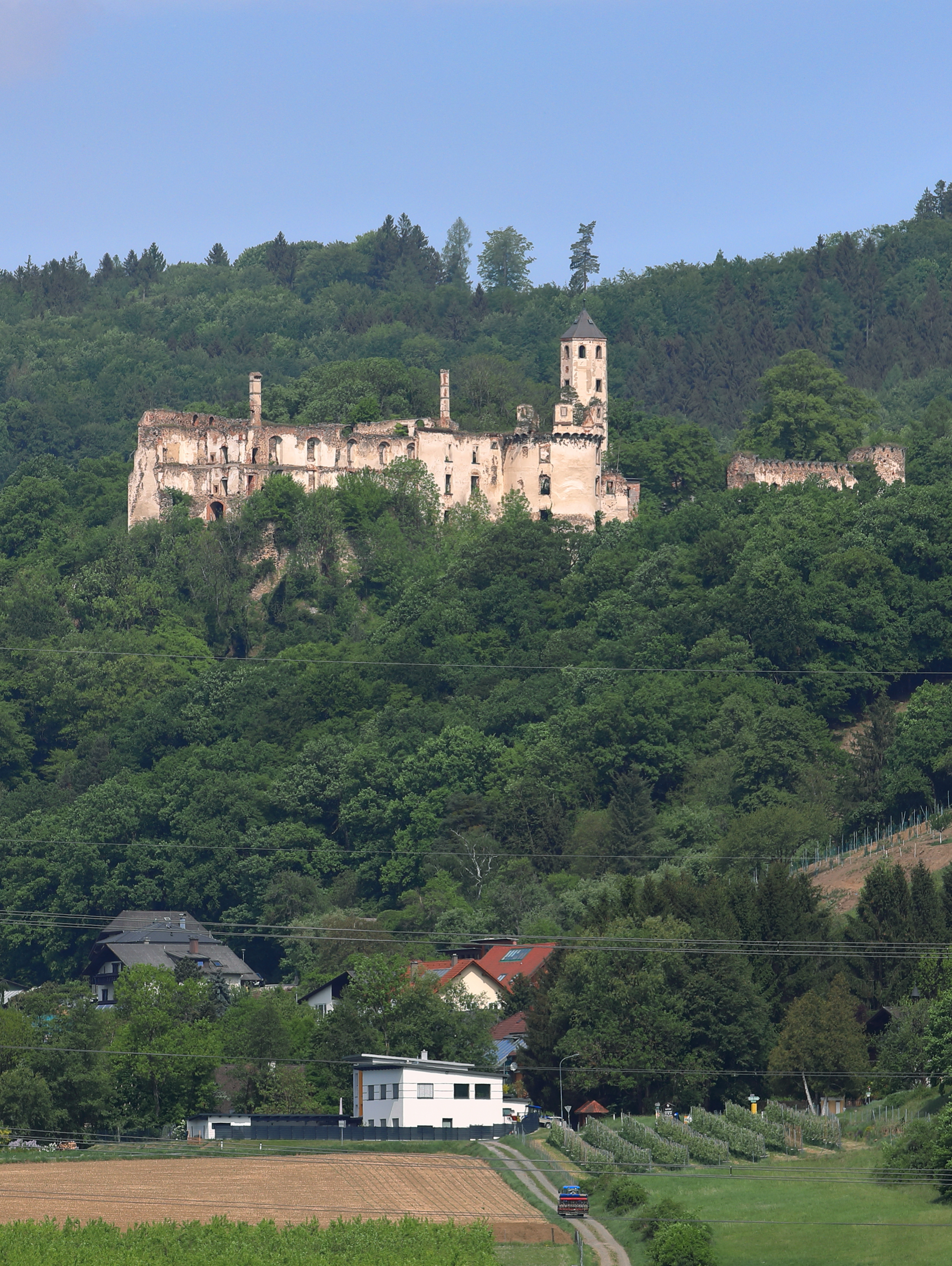
Südostansicht der Burgruine Hohenegg

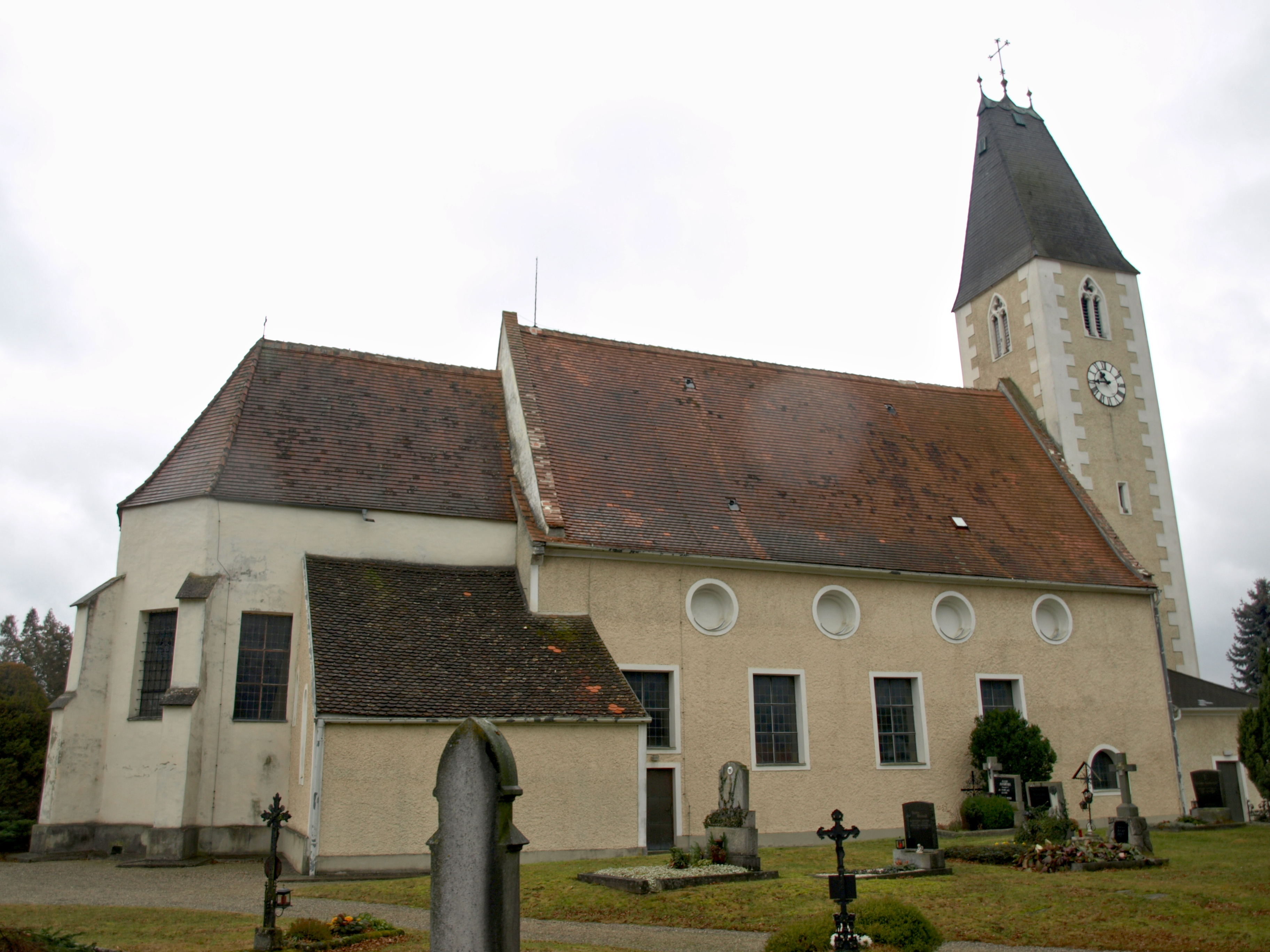
Pfarrkirche

### Bauwerke
- Burgruine Hohenegg
- Pfarrkirche Hafnerbach
- Filialkirche Sasendorf

### Sport
- Hafnerbach hat seit 1975 einen eigenen Fußballverein mit dem Vereinsnamen TSU Hafnerbach, die Vereinsfarben sind gelb-rot. Ebenso gibt es einen Volleyballplatz und einen Hartplatz.

## Wirtschaft und Infrastruktur
Nichtlandwirtschaftliche Arbeitsstätten gab es im Jahr 2001 55, land- und forstwirtschaftliche Betriebe nach der Erhebung 1999 85. Die Zahl der Erwerbstätigen am Wohnort betrug nach der Volkszählung 2001 728. Die Erwerbsquote lag 2001 bei 45,35 Prozent.

### Öffentliche Einrichtungen
In Hafnerbach befindet sich ein Kindergarten und eine Volksschule.

### Energie
Im Dezember 2008 wurde die „Energiegruppe Hafnerbach“ gegründet. Die Energiegruppe hatte es sich zum Ziel gesetzt, in der Gemeinde Hafnerbach eine vernetzte Energieautarkie zu erreichen. In diesem Modell gab es nach wie vor Stoff- und Energieströme in die und aus der Gemeinde, die Summe der nachhaltig erzeugten Energie sollte jedoch den Gesamtverbrauch übertreffen. Im Frühjahr 2009 wurde ein Windpark im Gebiet um den Dunkelstein thematisiert. Das Personenkomitee „Komitee zum Schutz des Dunkelsteinerwaldes“ aus der Nachbargemeinde Neidling, das Mitglied im Bundesverband zum Schutz des Waldes ist, hat sich mehrfach gegen die geplanten Windkraftwerke aus ökologischen, regionalimagemäßigen und landschaftlichen Überlegungen ausgesprochen. Dessen ungeachtet sprachen sich in einer für den Gemeinderat bindenden Abstimmung am 7. Juni 2009 56 % der Hafnerbacher für die Errichtung der Windparks aus. Im Oktober 2009 gab die das Windkraftprojekt betreibende Firma ImWind Operations aus wirtschaftlichen Gründen ihren Rückzug bekannt.

### Verkehr
Hafnerbach ist durch den Postbus erreichbar und im wenige Kilometer südlich gelegenen Prinzersdorf sind sowohl die Wiener Straße B 1 als auch die Westbahn zu erreichen, die hochrangige Verbindungen in die rund 10 km entfernte Landeshauptstadt St. Pölten bieten.

## Politik

### Gemeinderat
Der Gemeinderat besteht aus 19 Mandataren.
- Nach der Gemeinderatswahlen 2000 ergab sich folgende Mandatsverteilung: ÖVP 13, SPÖ 5, FPÖ 1.[8][9]
- Nach der Gemeinderatswahlen 2005 ergab sich folgende Mandatsverteilung: ÖVP 13, SPÖ 6.[10]
- Nach der Gemeinderatswahlen 2010 ergab sich folgende Mandatsverteilung: ÖVP 12, SPÖ 6, FPÖ 1.[11]
- Nach der Gemeinderatswahlen 2015 ergab sich folgende Mandatsverteilung: Liste ÖVP 12, SPÖ 5, FPÖ 2.[12]
- Nach der Gemeinderatswahlen 2020 ergab sich folgende Mandatsverteilung: ÖVP 14, SPÖ 4, FPÖ 1.[13]

### Bürgermeister
- bis 2015 Josef Grießler (ÖVP)[14]
- seit 2015 Stefan Gratzl (ÖVP)[15]

### Wappen
Das Gemeindewappen wurde 1966 verliehen.

## Persönlichkeiten
Söhne und Töchter der Gemeinde
- Karl Werner (1821–1888), katholischer Philosophie- und Kirchenhistoriker
- Hans Resel (1861–1928), Journalist und Politiker (SDAP)
- Friedrich Huber (1913–2010), Unternehmer und Autorennfahrer
- Leopold Eichinger (1940–2009), Politiker und Präsident des Landtags von Niederösterreich

Personen mit Bezug zur Gemeinde
- Josef Bodenstorfer (Pfarrer in Hafnerbach 1880–1905), Dechant
- Karl Breit (1878–1958), Lehrer und Mundartdichter